# Tiếng Pa Kô
Tiếng Pa Kô hay tiếng Pa Cô là ngôn ngữ của người Pa Kô, một dân tộc ít người có vùng cư trú là trung Việt Nam và Nam Lào, với số dân ước tính năm 2005 là 35.000 người.
Tiếng Pa Kô thuộc ngữ chi Katu (Cơ Tu) trong nhánh ngôn ngữ Môn-Khmer của ngữ hệ Nam Á. Tiếng Pa Cô đang trải qua những thay đổi đáng kể, do chịu ảnh hưởng của tiếng Việt.
Tiếng Pa Cô được Ethnologue và Glottolog xếp là ngôn ngữ riêng biệt.
Tại Lào người Pa Kô được coi là một dân tộc riêng, được phân biệt với người Tà Ôi hay người Bru - Vân Kiều.
Tuy nhiên tại Việt Nam (đến năm 2017), người Pa Kô được xếp vào người Tà Ôi và không được công nhận là một dân tộc riêng. Các tên gọi địa phương còn có Pa Hy, Ba Hy,...